# Tân Trào (Sơn Dương)
Tan Trao è una località situata nel nord del Vietnam, si tratta di una piccola vallata nel distretto di Son Duong, a circa 40 km da Tuyen Quang. 

## Durante il 1945
È stata sede del Viet Minh dal luglio 1945, ovvero capitale provvisoria riconosciuta dalle forze patriottiche. Ho Chi Minh ebbe qui il suo rifugio tra il giugno e l'agosto 1945, all'inizio della sua attività rivoluzionaria per la liberazione del Vietnam.